# شهرستان شیاجیانگ
شهرستان شیاجیانگ (به لاتین: Xiajiang County) یک شهرستان‌های جمهوری خلق چین در چین است که در ژی ان واقع شده‌است.